# Richlands (Australie)
Pour les articles homonymes, voir Richlands.
Richlands est une ville de la région du Queensland, en Australie.

## Économie
On y trouve une usine de camions Mack Trucks.